# Цициклис, Иоаннис
Иоа́ннис (Джон) Нико́лаос Цицикли́с (греч. Ιωάννης Νικόλαος Τσιτσικλής, англ. John Nikolaos Tsitsiklis; род. 1958, Фессалоники, Греция) — греко-американский учёный и инженер, профессор департамента электротехники и информатики Инженерной школы Массачусетского технологического института (MIT), директор лаборатории информационных систем и систем принятия решений MIT, заместитель директора Института данных, систем и общества MIT, аффилированный член Центра статистики и науки о данных MIT, преподаватель Центра исследования операций MIT. Действительный член Института инженеров электротехники и электроники (1999), член Национальной инженерной академии (2007), Института исследования операций и управленческих наук (2007). Почётный доктор Лувенского католического университета (2008) и Афинского университета экономики и бизнеса (2018). Член Группы греческих учёных Бостона.
h-индекс = 81, процитирован > 45 865 раз.

## Биография

### Образование
Массачусетский технологический институт (бакалавр математики, 1980; бакалавр (1980), магистр (1981), доктор философии (1984) в области электротехники).

### Карьера
1983—1984: и. о. ассистент-профессора электротехники Стэнфордского университета.
1984—н. в.: преподаватель департамента электротехники и информатики Инженерной школы MIT.
1996—н. в.: и. о. содиректора (1996—1997), заместитель директора (2008—2013), директор (2013—н. в.) лаборатории информационных систем и систем принятия решений MIT.
2002—2005: содиректор Центра исследования операций MIT.
2005—2007: член Национального совета по исследованиям и технологиям Греции.
2013—2016: председатель Совета Университета Харокопио (Греция).
Автор многочисленных научных статей, а также нескольких книг (в соавторстве с Димитрисом Берцекасом), одна из которых переведена на китайский и греческий языки.
Имеет несколько патентов.

## Научная деятельность
Сфера научных интересов: системы и контроль, оптимизация, стохастические системы и сети, исследование операций, параллельные вычислительные системы, вычислительная сложность.

## Личная жизнь
Увлекается скалолазанием.

## Награды и почести
- 1980 — Guillemin award for undergraduate Electrical Engineering Thesis (MIT)
- 1983 — Faculty Development Award (IBM)
- 1986 — Presidential Young Investigator Award (Национальный научный фонд)
- 1986 — Outstanding Paper Award (IEEE Control Systems Society)
- 1989 — Harold E. Edgerton Faculty Achievement Award (MIT)
- 1994 — Bodossaki Foundation Prize (Греция)
- 1997, 2012 — ICS Prize (Компьютерное общество Института исследования операций и управленческих наук)[25]
- 2009 — IEEE/ACM (MIT Chapter) best advisor award[6]
- 2013 — Sigmetrics Best Paper Award (Ассоциация вычислительной техники)[26]
- 2015 — Louis D. Smullin Award for Teaching Excellence (департамент электротехники и информатики Инженерной школы MIT)
- 2016 — SIGMETRICS Achievement Award (Ассоциация вычислительной техники)[23][27]
- 2017 — National HELORS Award (Греческое общество исследования операций)
- 2017 — Saul Gass Expository Writing Award (Институт исследования операций и управленческих наук)[12]
- 2018 — Ruth and Joel Spira Award for Distinguished Teaching (Инженерная школа MIT)[28]
- 2018 — IEEE Control Systems Award (Институт инженеров электротехники и электроники)[29][30]

## Публикации

### Учебники
- Parallel and Distributed Computation: Numerical Methods (1989)
- Neuro-Dynamic Programming (1996)
- Introduction to Linear Optimization (1997)
- Introduction to Probability (2002)[31]

### Статьи (избранные)
- J.N. Tsitsiklis, «Efficient Algorithms for Globally Optimal Trajectories», IEEE Transactions on Automatic Control, Vol. 40, No. 9, Sept. 1995, pp. 1528–1538.
- J.N. Tsitsiklis and B. Van Roy, «An Analysis of Temporal-Difference Learning with Function Approximation», IEEE Transactions on Automatic Control, Vol. 42, No. 5, May 1997, pp. 674–690.
- V.D. Blondel and J.N. Tsitsiklis, «A Survey of Computational Complexity Results in Systems and Control», Automatica, Vol. 36, No. 9, pp. 1249–1274, Sept. 2000.
- R. Johari and J.N. Tsitsiklis, «Efficiency Loss in a Network Resource Allocation Game», Mathematics of Operations Research, Vol. 29, No. 3, Aug. 2004, pp. 407–435.
- A. Muharremoglu and J.N. Tsitsiklis, «A Single-Unit Decomposition Approach to Multi-Echelon Inventory Systems», Operations Research, Vol. 56, No. 5, Sept.-Oct. 2008, pp. 1089–1103.[6]